# Wheatus

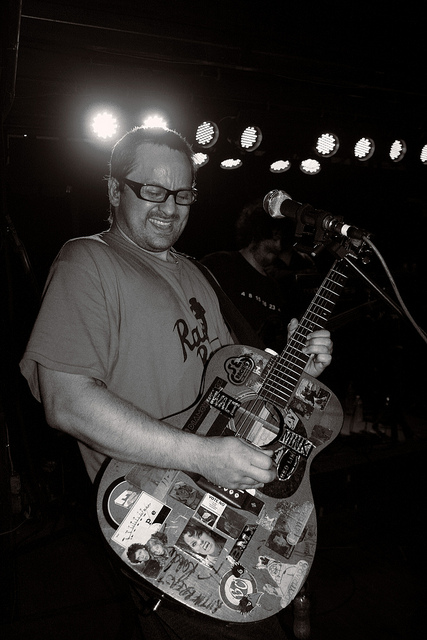
Brendan Brown sur scène en 2010.

Wheatus est un groupe de pop rock américain fondé en 1998. Il est originaire de Northport, sur l'île de Long Island. Au début des années 2000, il s'est notamment fait connaître en classant deux gros tubes dans les pays anglophones : Teenage Dirtbag en 2000, puis A Little respect en 2001 (une reprise d'un single du groupe britannique Erasure, initialement paru en 1988). Le groupe est toujours en activité mais recueille un moindre succès commercial.

## Membres
- Brendan B. Brown ; chant, guitare
- Kevin Joaquin Garcia ; batterie
- Matthew Milligan ; basse
- Gerard Charles Hoffmann ; claviers
- Johanna Cranitch ; chant
- Georgia Haege ; chant

### Anciens membres
- Rich Liegey ; basse
- Vanessa Jimenez ; chant
- Philip Jimenez ; divers instruments
- Shannon Patrick Harris ; claviers
- Mike Joseph McCabe ; basse
- Michael Bellar ; claviers
- Nicolas diPierro ; basse
- Peter McCarrick Brown ; batterie
- Kathryn Elizabeth Froggatt ; chant
- Constance Renda ; chant
- Elizabeth Grace Brown ; chant
- Melissa Heselton ; chant

## Discographie
- 2000 : Wheatus
- 2003 : Hand Over Your Loved Ones
- 2005 : Suck Fony
- 2005 : TooSoonMonsoon
- 2012 : Pop, Songs & Death
- 2013 : The Valentine LP